# Jiří Pokorný
Jiří Pokorný (Brno, 14 ottobre 1956) è un ex pistard ceco, fino al 1992 cecoslovacco.

## Palmarès

### Olimpiadi
- 1 medaglia:
  - 1 bronzo (Mosca 1980 nell'inseguimento a squadre)

### Mondiali
- 1 medaglia:
  - 1 bronzo (Brno 1981 nell'inseguimento a squadre)